# Ofelia Rodríguez Acosta
Ofelia de la Concepción Rodríguez Acosta García (9 tháng 2 năm 1902 – 28 tháng 6 năm 1975) là một nhà văn, nhà báo, nhà nữ quyền cấp tiến  và nhà hoạt động người Cuba. Bà viết biên niên sử nữ quyền, những câu chuyện bài tiểu luận, tiểu thuyết, và kịch. Bà được coi là một trong những nhà cải cách xã hội nổi tiếng nhất của Cuba.

## Đầu đời
Cha của Rodríguez là một nhà văn và trí thức. Bà theo học tại Viện La Habana và sau đó nhận được một khoản trợ cấp để học tập tại châu Âu và Mexico. Ở độ tuổi 12, Rodríguez đã viết cuốn tiểu thuyết có tên Evocaciones, và được xuất bản vào năm 1922.

## Sự nghiệp
Rodríguez là một trong những nhà văn nổi tiếng nhất những năm 1920 và 1930, bà đã xuất bản nhiều tiểu thuyết, truyện, vở kịch và nhiều bài báo trên tạp chí. Cùng với Mariblanca Sabas Alomá, Rodríguez trở thành một trong những nhà văn có ảnh hưởng nhất, người mà đã bị hấp dẫn bởi vấn đề nữ quyền ở Cuba trong nửa đầu thế kỷ 20.  Trong khoảng thời gian này, Rodríguez tích cực tham gia đời sống chính trị, viết Bohemia (1929-32) nơi bà "phát triển những thách thức tâm lý cấp tiến đối đối với hành vi được quy định của người phụ nữ Cuba". Bà thành lập và chỉ đạo tạp chí Espartana (1927). Với nội dung kích động đã gây phẫn nộ trong công chúng, cuốn tiểu thuyết La Vida Manda (1927) là tác phẩm gây nhiều tranh cãi nhất.  Bà chạm vào chủ nghĩa đồng tính nữ trong cuốn tiểu thuyết Happy Breed (1929).
Rodriguez cho rằng người phụ nữ cần phải tự giải phóng chính mình bằng cách tận hưởng tình yêu tự do và từ chối các khía cạnh khắt khe của tôn giáo, xã hội và tình dục. Bà cảm thấy rằng phụ nữ sẽ tiếp tục phụ thuộc vào người đàn ông cho đến khi họ biết chịu trách nhiệm cá nhân về sự giải phóng của chính mình.
Rodríguez là thành viên nhóm phụ nữ và trí thức thuộc Câu lạc bộ Phụ nữ Cuba, nơi Rodríguez từng là thủ thư. Bà cũng thuộc Liên đoàn Lao động nữ. Rodríguez sống ở châu Âu vào năm 1935-1939 nhưng cuối cùng định cư tại Mexico. Cái chết của bà vẫn đang còn hoài nghi. Có thể bà đã bị suy nhược thần, đã dành thời gian tại một bệnh viện tâm thần, và chết trong nhà thương điên ở Mexico,  nhưng trong một báo cáo khác, bà đã qua đời tại nhà dưỡng lão Santovenia ở La Habana.

## Tác phẩm chọn lọc
- Apuntes de mi viaje a Isla de Pinos (1926).
- La tragedia social de la mujer (1932).
- En la noche del mundo (1940).
- Diez mandamientos cívicos (cinco éticos y cinco estéticos) (1951).
- Hágase la luz. La novela de un filósofo existencialista (1953).
- La muerte pura de Martí (1955).
- Algunos cuentos (de ayer y de hoy) (1957).

Sử ký
- Evocaciones (1922).
- Europa era así (1941).

Tiểu thuyết
- El triunfo de la débil presa (1926).
- La vida manda (1929; 1930).
- Dolientes (1931.)
- Sonata interrumpida (1943).
- La dama del Arcón (1949).